# دهستان بیات
دهستان بیات یکی از دهستان‌های استان مرکزی است که در بخش نوبران شهرستان ساوه واقع شده است.
روستاهای تابع آن عبارتند از: ، تجره، مراغه، دمورچی، کردخورد علیا، کردخورد سفلی، سرتان، میمه، آراقلعه، استیجک، جمالک، طاهره خاتون، قلعه احمدبیک، قلعه تین، مزلقان، مسلم آباد، باغچه غاز، ابراهیم آباد،توحیدلو، دربند، دوروزان، فستق، مزرعه ترشک،  آقچه قلعه، دروازه،عبدل آباد، فولادباغی، مچینک، بابک لو، جمیل آباد، دخان، قوچ بلاغی، گوجه منار، چاه بار، خلیفه کندی، اتاق علی، مزرعه حمید،آقگل و شهر نوبران.